# 나현수
나현수(1999년 9월 15일 ~ )은 대한민국의 배구 선수이자 2020년 현재 대전 KGC인삼공사 배구단 소속 선수이다.

## 선수시절
2018-19 신인드래프트에서 인삼공사의 2라운드 1번 지명을 받고 입단한다.